# Kepler-37
Kepler-37 — зоря головної послідовності класу G (жовтий карлик), що розташована в сузір'ї Ліри на відстані 215,2 світлових років від Землі. Кеплер-37 має масу близько 80,3 % від сонячної маси, а радіус близько 77 % сонячного радіусу. Зірка має температуру, подібну до температури Сонця, лише трохи прохолодніше — вона становить 5,417 K. Вік зорі становить 6 млрд років. Кількість важких елементів в її складі майже вдвічі менше, ніж на Сонці.

## Планети
На орбіті навколо зорі описано чотири планети:
- Kepler-37 b є найближчою планетою до Kepler-37. На момент його відкриття в лютому 2013 року, це була найменша відома екзопланета. У діаметрі вона становить 3,865 км (2402 миль), трохи більше, ніж радіус Місяця. Вона обертається навколо Kepler-37 протягом 13 днів на відстані близько 0,1 астрономічних одиниць (а.о.). Кеплер-37b має кам'янисту поверхню, але занадто малий і знаходиться дуже близько до своєї зірки, щоб утримувати воду і атмосферу. Температура поверхні оцінюється у 700 К (427 ° С; 800 ° F).

- Kepler-37 с становить близько трьох чвертей діаметра Землі й обертається приблизно кожні 21 днів на відстані тільки під 0,14 а.о.

- Kepler-37 d приблизно в два рази більша від Землі. Обертається з періодичністю приблизно 40 днів на відстані близько 0,21 а.о.

- Kepler-37 e